# Mare de Déu del Pilar (Girona)
La Mare de Déu del Pilar és una església de Girona.

## Història
Fou construïda el 1506 amb el nom de la Mare de Déu del Consol. Inaugurada el 1511, d'estil renaixentista i tenia columnes circulars amb capitells jònics. El 1584 s'hi instal·laren els Agustins i el 1608 marxaren a Girona.
Amb la Guerra del Francès, restà tancada al culte pel lamentable estat en què va quedar. Les ruïnes foren comprades per Guillem de Pallejà i Ferrer-Vidal, marquès de Monsolís, i el 1926 foren desmuntades pedra per pedra i transportades a la seva finca de Sant Hilari Sacalm .
El 1927, el solar fou venut a Josep Tapiola, que hi aixecà un magatzem. Actualment, la capella de Sant Jaume està complint les funcions a la Mare de Déu del Pilar.

## Descripció
Hi ha les restes del convent-capella de la Mare de Déu del Pilar (patrona del barri), del que es conserven quatre parets, una galeria de finestres d'arcs carpanells, en molt mal estat, i una finestra de pedra treballada, de llinda plana i amb motiu floral.